# Campeonato Mundial de Natação em Piscina Curta de 2014 - 200 m medley masculino
A prova dos 200 metros nado medley masculino do Campeonato Mundial de Natação em Piscina Curta de 2014 foi disputado em 5 de dezembro no Centro Aquático Aspire Sports Complex em Doha.

## Recordes
Antes desta competição, os recordes mundiais e do campeonato nesta prova eram os seguintes:
|       | Nome        | Nacionalidade  | Tempo   | Local    | Data                   |
| ----- | ----------- | -------------- | ------- | -------- | ---------------------- |
| WR CR | Ryan Lochte | Estados Unidos | 1:49.63 | Istambul | 14 de dezembro de 2012 |

## Medalhistas
| Ouro                | Prata             | Bronze           |
| Kosuke Hagino (JPN) | Ryan Lochte (USA) | Daiya Seto (JPN) |

## Resultados

### Eliminatórias
As eliminatórias ocorreram dia 5 de dezembro. 
| Colocação | Bateria | Raia | Nome                  | Nacionalidade      | Tempo   | Notas |
| --------- | ------- | ---- | --------------------- | ------------------ | ------- | ----- |
| 1         | 6       | 3    | Ryan Lochte           | Estados Unidos     | 1:52.92 | Q     |
| 2         | 6       | 4    | Kosuke Hagino         | Japão              | 1:53.11 | Q     |
| 3         | 5       | 4    | Daiya Seto            | Japão              | 1:53.15 | Q     |
| 4         | 6       | 2    | Henrique Rodrigues    | Brasil             | 1:53.49 | Q     |
| 5         | 5       | 5    | Diogo Carvalho        | Portugal           | 1:53.70 | Q     |
| 6         | 5       | 9    | Marcin Cieślak        | Polónia            | 1:54.15 | Q     |
| 7         | 4       | 4    | Philip Heintz         | Alemanha           | 1:54.31 | Q     |
| 8         | 4       | 9    | Yakov Toumarkin       | Israel             | 1:54.99 | Q     |
| 9         | 4       | 6    | Gal Nevo              | Israel             | 1:55.37 |       |
| 10        | 5       | 3    | Dávid Verrasztó       | Hungria            | 1:55.55 |       |
| 11        | 6       | 6    | Tyler Clary           | Estados Unidos     | 1:55.63 |       |
| 12        | 6       | 5    | Viktor Bromer         | Dinamarca          | 1:55.92 |       |
| 13        | 5       | 7    | Alexander Tikhonov    | Rússia             | 1:55.98 |       |
| 14        | 5       | 8    | Andreas Vazaios       | Grécia             | 1:56.01 |       |
| 15        | 4       | 2    | Raphaël Stacchiotti   | Luxemburgo         | 1:56.11 |       |
| 16        | 6       | 1    | Jeremy Desplanches    | Suíça              | 1:56.31 |       |
| 17        | 4       | 5    | Semen Makovich        | Rússia             | 1:56.33 |       |
| 18        | 5       | 1    | Aleksey Derlyugov     | Uzbequistão        | 1:56.53 |       |
| 19        | 6       | 7    | Jakub Maly            | Áustria            | 1:56.92 |       |
| 20        | 5       | 2    | Daniel Skaaning       | Dinamarca          | 1:57.07 |       |
| 21        | 6       | 8    | Benjamin Gratz        | Hungria            | 1:58.18 |       |
| 22        | 4       | 1    | Fu Haifeng            | China              | 1:58.72 |       |
| 23        | 3       | 2    | Marko Blaževski       | Macedônia do Norte | 1:58.99 |       |
| 23        | 4       | 0    | Matteo Pelizzari      | Itália             | 1:58.99 |       |
| 25        | 5       | 0    | Alpkan Örnek          | Turquia            | 1:59.27 |       |
| 26        | 6       | 0    | Taki M'Rabet          | Tunísia            | 1:59.29 |       |
| 27        | 6       | 9    | Wei Haobo             | China              | 1:59.81 |       |
| 28        | 4       | 8    | Sebastian Steffan     | Áustria            | 1:59.93 |       |
| 29        | 3       | 5    | Lies Nefsi            | Argélia            | 2:02.08 |       |
| 30        | 3       | 4    | Kristinn Þórarinsson  | Islândia           | 2:02.24 |       |
| 31        | 3       | 3    | Matías López          | Paraguai           | 2:02.36 |       |
| 32        | 3       | 8    | Wen Ren-hau           | Taipé Chinesa      | 2:02.93 |       |
| 33        | 3       | 1    | Jessie Lacuna         | Filipinas          | 2:04.89 |       |
| 34        | 3       | 0    | Colin Bensadon        | Gibraltar          | 2:08.55 |       |
| 35        | 3       | 9    | Matthew Courtis       | Barbados           | 2:08.60 |       |
| 36        | 2       | 4    | Noah Al-Khulaifi      | Catar              | 2:10.61 |       |
| 37        | 2       | 5    | Zandanbal Gunsennorov | Mongólia           | 2:11.89 |       |
| 38        | 2       | 3    | Douglas Miller        | Fiji               | 2:12.36 |       |
| 39        | 2       | 2    | Heimanu Sichan        | Polinésia Francesa | 2:12.58 |       |
| 40        | 2       | 7    | Khalid Al-Kulaibi     | Omã                | 2:16.68 |       |
| 41        | 2       | 9    | Binald Mahmuti        | Albânia            | 2:16.99 |       |
| 42        | 2       | 6    | Franci Aleksi         | Albânia            | 2:17.23 |       |
| 43        | 2       | 1    | Faraj Saleh           | Bahrein            | 2:19.45 |       |
| 44        | 2       | 0    | Yacop Al-Khulaifi     | Catar              | 2:20.56 |       |
| 45        | 1       | 4    | Ahmed Al-Mutairy      | Iraque             | 2:22.24 |       |
| 46        | 1       | 5    | Bobby Akunaii         | Papua-Nova Guiné   | 2:22.64 |       |
| 47        | 1       | 6    | Nathan Nades          | Papua-Nova Guiné   | 2:22.93 |       |
| 48        | 2       | 8    | J'Air Smith           | Antígua e Barbuda  | 2:25.49 |       |
| 49        | 1       | 3    | Tommy Imazu           | Guam               | 2:28.23 |       |
| 50        | 1       | 2    | Tanner Poppe          | Guam               | 2:37.09 |       |
| —         | 3       | 6    | Irakli Bolkvadze      | Geórgia            |         | DNS   |
| —         | 4       | 3    | Travis Mahoney        | Austrália          |         | DNS   |
| —         | 5       | 6    | Federico Turrini      | Itália             |         | DNS   |
| —         | 3       | 7    | Sooud Al-Tayaar       | Kuwait             |         | DSQ   |
| —         | 4       | 7    | Danas Rapšys          | Lituânia           |         | DSQ   |

### Final
A final teve sua disputa realizada em 5 de dezembro. 
| Colocação         | Raia | Nome               | Nacionalidade  | Tempo   | Notas |
| ----------------- | ---- | ------------------ | -------------- | ------- | ----- |
| Medalha de ouro   | 5    | Kosuke Hagino      | Japão          | 1:50.47 | AS    |
| Medalha de prata  | 4    | Ryan Lochte        | Estados Unidos | 1:51.31 |       |
| Medalha de bronze | 3    | Daiya Seto         | Japão          | 1:51.79 |       |
| 4                 | 6    | Henrique Rodrigues | Brasil         | 1:52.63 |       |
| 5                 | 1    | Philip Heintz      | Alemanha       | 1:52.81 |       |
| 6                 | 7    | Marcin Cieślak     | Polónia        | 1:53.91 |       |
| 7                 | 2    | Diogo Carvalho     | Portugal       | 1:54.03 |       |
| 8                 | 7    | Yakov Toumarkin    | Israel         | 1:54.36 |       |

Legenda
| Recorde mundial       | Recorde mundial (World record)               |                       | Recorde africano                      | Recorde africano (African) |                                           | Q | Classificado por posição (Qualified) |
| Recorde do campeonato | Recorde do campeonato (Championship record)  | Recorde da América    | Recorde da América (Americas)         | q                          | Classificado por melhor tempo (Qualified) |   |                                      |
| Melhor marca do ano   | Melhor marca do ano (World leading)          | Recorde asiático      | Recorde asiático (Asian)              | DNS                        | Não largou (Did not start)                |   |                                      |
| Recorde nacional      | Recorde nacional (National record)           | Recorde europeu       | Recorde europeu (European)            | DNF                        | Não terminou (Did not finish)             |   |                                      |
| Recorde pessoal       | Recorde pessoal do atleta (Personal best)    | Recorde da Oceania    | Recorde da Oceania (Oceania)          | DSQ / DQ                   | Desclassificado (Disqualified)            |   |                                      |
| Recorde da temporada  | Recorde da temporada do atleta (Season best) | Recorde sul-americano | Recorde sul-americano (South America) | NM                         | Sem marca (No mark)                       |   |                                      |